# Галиция
 Тази статия е за историческата област в Централна Европа.  За испанската провинция вижте Галисия.  
Галиция, или още Галичина, е историческа област в Централна Европа.

## Местоположение
Географски тя е разположена между Карпатите на юг (Бескидите на югозапад, Източните Карпати на югоизток) и река Висла на северозапад, както и реките Бяла (на полски: Biała; приток на Висла) на запад и Збруч (на полски: Zbrucz) на изток. Най-общо казано, южните полски области, простиращи се до полско-украинската граница, понастоящем се наричат Западна Галиция, а тези на изток – Източна Галиция.
Територията на бившата Западна Галиция днес е част от Южна Полша –  Малополско и Подкарпатско войводство, както и малка част от Силезийското воеводство, районът около Белско-Бяла и Живец. Бившата Източна Галиция днес се състои от западно-украинските Лвивска област, Ивано-Франкивска и Тернополска област, както и части от Чернивецка област).

## История
Включена в състава на Киевска Рус от великия княз Владимир I през 981 г., Източна Галиция (наричана също Червена Рус или Червена Русия), представлява земите около град Галич (наричан също Халич).
След разпада на Киевска Рус областта Галиция стават част от новообразуваното Галицко-Волинско княжество (1199–1349 г.), наречено на неговите два основни града Галич и областта Волиния. След рухването му, Галиция е разделена между Кралство Полша и Великото литовско княжество. Последните две се обединяват през 1569 г. посредством лична уния в една Полско-литовска държава, в която съответно попада за напред Галиция. Там тя е част от административно-териториалната единица, наречена Рутенско войводаство с център град Лвов (днес в Украйна).
През 1772 г. части от Малополша, Подолието, Рутения и Подкарпатието, които дотогава принадлежат на Полско-литовската държава, биват анектирани от австрийската династия Хабсбург в хода на Първата подялба на Полско-литовската държава и по този начин стават част от Хабсбургската монархия. В хода на Третата подялба на Полско-литовската държава през 1795 г. Австрийската империя получава град Краков и околностите му, както и големи територии в северозападната част на страната, така че границата на Галиция се простира чак до портите на Варшава.

От Галиция е образувано т. нар. Кралство Галиция и Лодомерия, правейки препратка към историческите княжества, регионът е присъединен като съставна част на Австрийската империя през 1804 г., а към него е била добавена и областта около град Краков под името Велико краковско херцогство; по-късно от 1867 г. до 1918 г. тези земи са кронланд на цислейтанската част на Австро-Унгарската империя.
Границите на кралство Кралство Галиция и Лодомерия се променят нееднократно: през 1786-1849 г. то включва и областта Буковина, през 1795-1809 г. – територията между реките Западен Буг и Пилица; през 1809–1815 г. Тернополският окръг пък е завладян от Руската империя; през 1809–1846 г. от кралството е отделен град Краков с окръга му и от тях през 1815 г. е създадена Краковската република.
През 1848 г., под влияние на революционните събития, австрийското правителство премахва крепостното право.
През 1867 г. Галиция получава от Австро-Унгария известна автономия, благодарение на която е създаден местен регионален парламент и са въведени изборни органи на местната администрация. През 1869 г. полският език става официален език на администрацията в Галиция.
През Първата световна война (1914 – 1917) в Галиция се водят много боеве между руската и австро-германската армия.
От 1918 г. Галиция e върната на Полша.
В навечерието на Втората световна война в пакт „Рибентроп-Молотов“ от 24 септември 1939 г. е подписан таен протокол, според който Съветския Съюз и Третия Райх се споразумяват, коренното германско малцинство на Източна Галиция да бъда преселено на територията под германски контрол, а украинците, руснаците, белорусите и русините да бъдат преселени от Западна Галиция в Съветския Съюз.
През 1936 г. населението ѝ е около 8,2 млн. жители. Главни градове са Лвов и Краков.
През 1939 г. източната част на Галиция е присъединена към Съветска Украйна.
През 1941 г. по време на Втората световна война Източна Галиция, като част от Украйна, е окупирана от германски нацистки войски, а еврейското население на Галиция е напълно унищожено; в Западна Галиция е действал лагерът на смъртта Аушвиц.
В началото на 1945 г. Галиция е освободена от Червената армия и е върнат на Полша и на Съветска Украйна.
Границата, която съществува между Полската народна република и Украинската съветска социалистическа република от 1945 г., е и граница между Република Полша и независима Украйна от 1991 г.

## Население
Между 1776 и 1848 г. населението на Галиция почти се удвоява.
| Година | Население (души) |
| 1776   | 2.628.483        |
| 1786   | 3.224.000        |
| 1801   | 3.644.892        |
| 1818   | 3.760.319        |
| 1828   | 4.435.435        |
| 1848   | 5.290.974        |
| 1869   | 5.418.016        |
| 1880   | 5.958.907        |
| 1890   | 6.607.816        |
| 1900   | 7.315.938        |
| 1910   | 8.025.679        |

В Западна Галиция живеят предимно поляци, а в Източна Галиция предимни русини (украинци). Евреи живеят и в двете части на Галиция, но предимно в градовете на Източна Галиция, тъй като в много градове на Западна Галиция все още е в сила закон от XVI век, който позволява те да бъдат дискриминирани, поради което те избягват да живеят там.
Според оценки на неселението в Галиция живее малко германско малцинство: през 1786 г. германците са били 18 000 души, през 1812 г. – 26 000 души, през 1846 г. – 49 300 души, през 1869 г. – 67 500 души, през 1880 г. – 75 500 души, през 1900 г. – 77 500 души, а през 1910 г. – 69 500. Делът им от общото население на Галиция е бил не повече от един до три процента през целия период.
В края на XIX век пренаселеността и недостигът на работни места водят до продължаваща емиграция, особено към Съединените американски щати и Канада. През 1900 г. около 80 % от населението на Галиция все още работи в сферата на селското стопанство.